# På kanten af småt brændbart
På kanten af småt brændbart er det fjortende studiealbum af den danske popgruppe tv·2. Det blev udgivet den 11. november 2002 på EMI-Medley. Albummet vandt prisen for årets danske pop udgivelse, mens forsanger Steffen Brandt blev årets danske sangskriver ved Danish Music Awards 2003. Albummet har solgt 48.000 eksemplarer.

## Trackliste
Alt tekst og musik er skrevet af Steffen Brandt.
| #   | Titel                              | Producer(e)                             | Længde |
| --- | ---------------------------------- | --------------------------------------- | ------ |
| 1.  | "Jordens heldigste"                | Eddie Bengtsson; remix af Nikolaj Steen | 3:59   |
| 2.  | "På kanten af småt brændbart"      | Peter Biker                             | 4:29   |
| 3.  | "Big time og honning"              | Nikolaj Steen                           | 4:12   |
| 4.  | "Herlev, det er skønt"             | Peter Biker                             | 4:40   |
| 5.  | "Tornby hotel"                     | Nikolaj Steen                           | 4:58   |
| 6.  | "Lykke på rejsen"                  | Nikolaj Steen                           | 4:12   |
| 7.  | "Drømmer kun om dig"               | Halfdan E.                              | 3:44   |
| 8.  | "Hunden bider"                     | Eddie Bengtsson                         | 3:47   |
| 9.  | "Bjørnen sover"                    | Nikolaj Steen                           | 3:50   |
| 10. | "Backstage i Løkken"               | Halfdan E.                              | 3:51   |
| 11. | "Shakespeare i amerikansk politik" | Halfdan E.                              | 4:01   |
| 12. | "Yvonne Ingdal"                    | Nikolaj Steen                           | 3:58   |

## Personel

### Produktion
- Nikolaj Steen – remix af "Jordens heldigste" og producer
- Halfdan E. – producer
- Peter Biker – producer
- Eddie Bengtsson – producer
- Henrik Nilsson – teknik
- Jacques Pedersen – mix af "Shakespeare i amerikansk politik" og teknik
- Jørgen Knub – teknik
- Kenneth Kikkenborg – ass. teknik på "Herlev, det er skønt" og "På kanten af småt brændbart"

### Musikere
- Sven Gaul – trommer
- Hans Erik Lerchenfeld – guitar
- Georg Olesen – bas
- Steffen Brandt – vokal, keyboards og akk. guitar
- Niels Hoppe – tenor- og barytonsaxofon og hornarrangement
- Knud Erik Nørgaard – flygelhorn og trompet
- Anders Majlund Christensen – trombone
- Henrik "Knapt så unge men alligevel pænt kørende" Nilsson – keyboards
- Tina Dickow – kor på "Herlev, det er skønt"
- Sanne Gottlieb – kor på "Drømmer kun om dig"

## Hitlisteplacering
| Hitliste (2002) | Højeste placering |
| --------------- | ----------------- |
| Danmark         | 2                 |